# Малое Займище (Ярославская область)
Малое Займище — деревня в Погорельском сельском округе Глебовского сельского поселения Рыбинского района Ярославской области.
Деревня находится в 1 км к востоку от автомобильной дороги из центра сельского поселения Глебово на Ларионово и стоящей на этой дороге деревни Бараново. Деревня стоит на небольшом поле,окруженном лесом. Примерно в 1,5 км к северу от неё стоит деревня Горели .
Деревня Мал. Займища указана на плане Генерального межевания Рыбинского уезда 1792 года.
В деревне имеется сибирский кедр, включенный в перечень особо охраняемых природных объектов.
На 1 января 2007 года в деревне не числилось постоянных жителей. Почтовое отделение, расположенное в центре сельского округа, селе Погорелка, обслуживает в деревне Малое Займище 22 дома .